# Outnumbered
Outnumbered (às vezes estilizado como Out#) é um programa de televisão estadunidense que vai ao ar no Fox News Channel. Estreou em 28 de abril de 2014 e é o principal noticiário da TV a cabo em seu horário.
Em 2 de outubro de 2017, foi anunciado que o programa seria transferido para o Studio F, e o programa teria uma hora estendida, intitulado Outnumbered Overtime with Harris Faulkner , transmitindo nos dias de semana às 13:00.

## Apresentadores
- Harris Faulkner
- Melissa Francis[2]